# Países Baixos nos Jogos Paralímpicos de Verão de 2020
Os Países Baixos foram representados nos Jogos Paralímpicos de Verão de 2020 por uma delegação composta de um total de 73 atletas que competiram em 12 esportes. O país fez sua estreia nos Jogos Paralímpicos em 1960 e esta foi sua 16ª participação. Responsável pela equipe paralímpica foi o Comité Olímpico Neerlandês e Federação dos Desportos Neerlandesa, assim como as federações desportivas nacionais de cada desporte com participação.
O chef-de-mission da equipe paralímpica dos Países Baixos foi a ex-paratenista profissional holandesa Esther Vergeer.
Os portadores da bandeira na cerimônia de abertura foram o paraciclista Jetze Plat e a paratleta Fleur Jong e no encerramento dos Jogos o paranadador Rogier Dorsman.

## Desempenho
No dia 25 de agosto, a equipa paralímpica dos Países Baixos ganhou sua primeira medalha após Tristan Bangma e seu piloto Patrick Bos ganharem uma medalha de ouro no ciclismo.
No segundo dia dos Jogos, mais precisamente em 26 de agosto, a equipe paralímpica dos Países Baixos conquistou um total de sete medalhas (quatro de ouro, duas de prata e uma de bronze) em um dia.
A dupla de remo Annika van der Meer en Corné de Koning fez história ao conquistarem uma medalha de prata, sendo a primeira medalha no remo dos Países Baixos nos Jogos Paralímpicos.
A equipe de adestramento do Team NL conquistou uma medalha de prata, melhorando assim sua prestação em relação ao Rio 2016, onde ganharam bronze.
A paratenista de mesa Kelly van Zon prolongou seu título olímpico pela terceira vez consecutiva ao conquistar a medalha de ouro nos Jogos Paralímpicos de Tókio. Em Londres 2012 e Rio 2016 ela também ganhou ouro.
Até dia 1 de setembro, os Países Baixos conquistaram um total de 19 medalhas de ouro, quebrando assim o recorde de Rio 2016, quando o país conquistou em total 17 medalhas de ouro.
Em 3 de setembro, a equipe paralímpica dos Países Baixos conquistou um recorde de treze de medalhas (quatro de ouro, quatro de prata e cinco de bronze) em um dia, superando assim sua prestação em relação ao dia 31 de agosto, quando conquistaram oito medalhas.

## Medalhistas
A equipa paralímpica dos Países Baixos obtiveram as seguintes medalhas: